# Zoar (Ohio)
Pour les articles homonymes, voir Zoar et Zoar (Terre-Neuve-et-Labrador).
Zoar est un village américain situé dans le comté de Tuscarawas, dans l'Ohio. Selon le recensement de 2010, sa population est de 169 habitants.